# Pelt
|  | Opdelingsforslag Denne artikel er foreslået opdelt i artiklerne Pelt (belgisk kommune) og Pelt (navn). (Diskutér forslaget). Hvis opdelingen sker, skal det fremgå af beskrivelsesfeltet, at opdelingen er sket (hvorfra og hvortil) eller af artiklens diskussionsside. |

Pelt er en kommune i provinsen Limburg i det nordøstlige Belgien, der grænser til Nederlandene.
Kommunen opstod den 1.1.2019 ved en sammenlægning af Overpelt og Neerpelt.
Indbyggertallet ligger på godt 33.500, og byen har et areal på 83,6 km²
Tøjdesigneren Raf Simons stammer fra Pelt.

## Navnet på kommunen
Navnet Pelt går helt tilbage til romertiden, da romerne kaldte egnen for Palethe, hvilket betød sumpet område.
I Middelalderen og frem til den Franske Revolution var Pelt navnet på et herred, der også omfattede dele af nabokommuner.
I den lokale dialekt betegnede Pelt til sidst kun den højere beliggende del, Overpelt.
Indbyggerne fik i 2017 ved en lokal folkeafstemning mulighed for at bestemme navnet på den nye kommune. Knap tre fjerdedele valgte den historiske betegnelse Pelt.

## EfternavnetVan Pelt
Efter tidligere nederlandsk skik vælgte fraflyttere til større byer ofte navnet på deres hjemegn som efternavn. Det skete ved at tilføje forholdsordet Van (med stort elle lille v), hvilket betyder "stammer fra."
Efternavnet Van Pelt forekommer en del i Antwerpen og Amsterdam. Især fra sidstnævnte by udgik der i 1600-tallet en udvandring til bl.a. de nederlandske kolonier. Således forekommer efternavnet Van Pelt i USA, hvor der bl.a. findes en Van Pelt Avenue i New York, som oprindeligt hed Nieuw Amsterdam.
I flere tilfælde slettedes forholdsordet van, da det ingen betydning har på andre sprog. Danmark opretholdt i 1600-tallet ikke kun militære, men også økonomiske forbindelser med Nederlandene, bl.a. i forbindelse med den meget indbringende sukkerhandel fra Caribien. Sukkerbageren Hans Peter Pelt tog i 1600-tallet fra Amsterdam til København, hvor hans søn Abraham Pelt oprettede den Peltske stiftelse ved Sankt Petri Kirke (København) i København. Stiftelsen findes stadig.
51°13′N 5°25′Ø / 51.22°N 5.42°Ø